# 沈友儒
沈友儒（1517年—1588年），字子真，號南泉，浙江杭州府海寧縣人，明朝政治人物。

## 生平
嘉靖十六年（1537年）丁酉科浙江鄉試第三名舉人（經魁），嘉靖十七年（1538年）聯捷戊戌科二甲九十二名進士。授刑部主事，升四川司员外郎，二十五年贬沔阳州同知，遷東昌府通判，官至揚州府同知。

## 家族
曾祖沈甫；祖父沈㫤，曾任壽官；父沈涇。母徐氏。重庆下。兄友仁、友倫、友僑。弟友佳、友信、友儀、友偲。